# اوک هیل (میشیگان)
اوک هیل (به انگلیسی: Oak Hill) یک منطقهٔ مسکونی در ایالات متحده آمریکا است که در میشیگان واقع شده‌است. اوک هیل ۵۶۹ نفر جمعیت دارد و ۱۹۹٫۹۵ متر بالاتر از سطح دریا واقع شده‌است.